# Serpaize
Serpaize is een gemeente in het Franse departement Isère (regio Auvergne-Rhône-Alpes). De plaats maakt deel uit van het arrondissement Vienne. Serpaize telde op 1 januari 2022 2.100 inwoners. 

## Geografie
De oppervlakte van Serpaize bedroeg op 1 januari 2022 11,71 vierkante kilometer; de bevolkingsdichtheid was toen 179,3 inwoners per km².

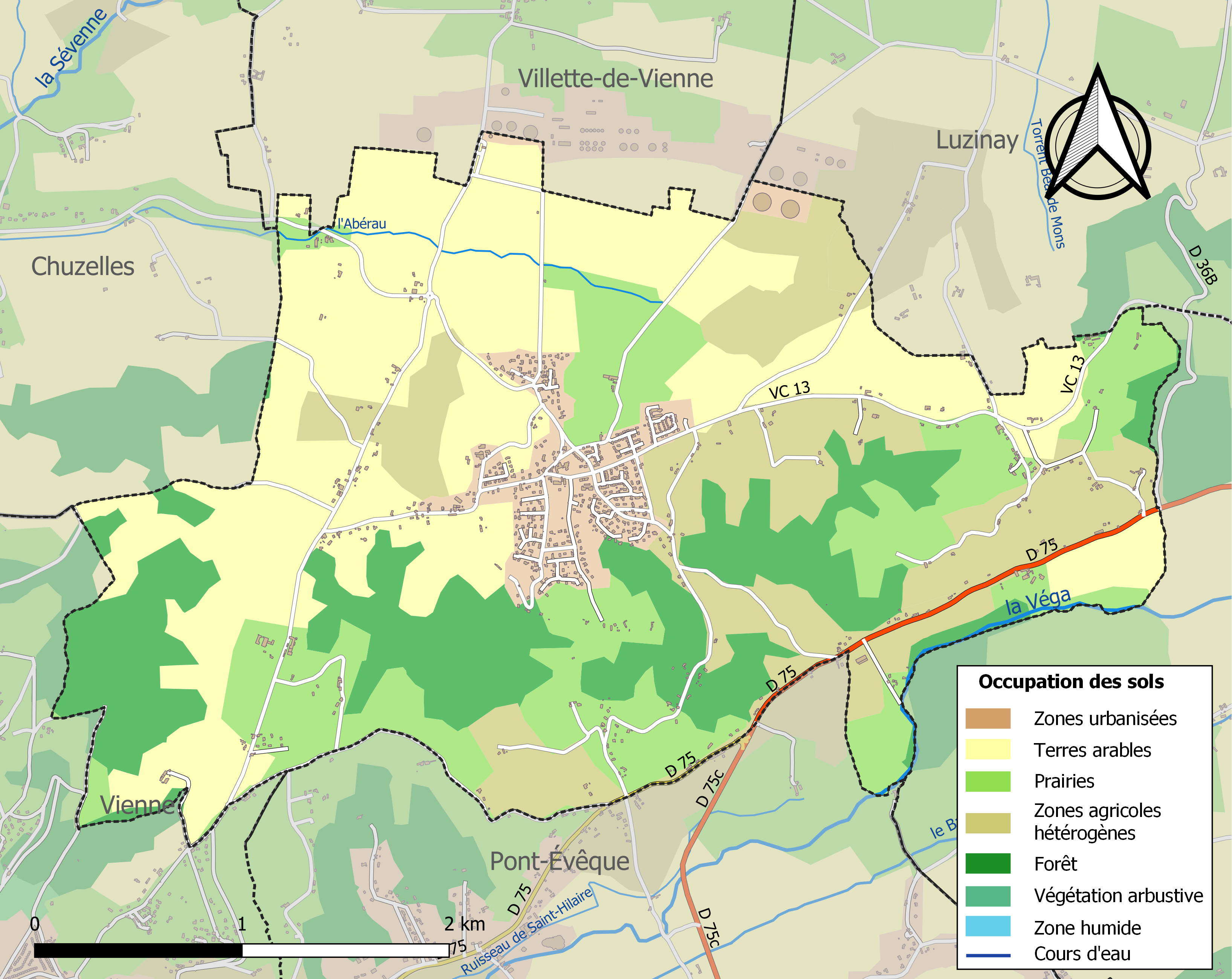
Kaart van de gemeente met de belangrijkste infrastructuur, bodemgebruik en omliggende gemeenten

## Demografie
Onderstaande figuur toont het verloop van het inwonertal (bron: INSEE-tellingen).